# ТДТ-55
ТДТ-55 — гусеничный трелёвочный трактор, предназначенный для вывозки и штабелирования среднего и крупного леса. Приспособлен для работы в сложных лесных условиях.
Выпускался с 1966 года на Онежском тракторном заводе.
В октябре 2003 года модель была снята с производства. Данный трактор зарекомендовал себя, как неприхотливый в эксплуатации и ремонтопригодный практически в любых условиях.

## Двигатель
На ТДТ-55 устанавливались двигатели СМД-14БН, СМД-18Н, ММЗ Д-245 (на поздних выпусках), четырехцилиндровые с наддувом или без. Как правило, турбонаддувные двигатели СМД-18 ввиду сложности обслуживания и эксплуатации с низкокачественными ГСМ переоборудовались в атмосферные СМД-14. При этом менялась цилиндро-поршневая группа, перенастраивался топливный насос высокого давления и удалялся турбинный компрессор. Относительно слабые двигатели СМД, как правило, имели малый межремонтный ресурс.

## Трансмиссия
Сцепление сухое двухдисковое, имеет пару трения типа «сталь по феродо», оборудовано фронтальным тормозком. Для снижения утомления оператора снабжено гидравлическим усилителем.
КПП имеет 5 передач вперёд и 1 назад, не синхронизированная, имеет фиксатор против включения и выключения передач при отпущенной педали сцепления. Установлена на двигатель. Имеется вал отбора мощности для привода лебёдки.
Карданная передача соединяет КПП и задний мост трактора. Выполнена на эластичных элементах по три с каждой стороны, для предотвращения деформации и удобства демонтажа снабжена скользящей втулкой.
Задний мост включает в себя главную коническую передачу, 2 сухих фрикциона «сталь по стали», два плавающих ленточных тормозных механизма, две конечных передачи.

## Гидросистема
Двухконтурная с общим баком.
1. Система управления движением содержит насос НШ-10, трёхсекционный гидроусилитель, трубопроводы. 1-я секция предназначена для облегчения выключения сцепления, а 2-я и 3-я для облегчения выполнения поворотов трактора. Эффективность её такова, что любое из указанных действий можно выполнить пальцем руки.
2. Система управления рабочими органами содержит насос НШ-50, двухсекционный гидрораспределитель, гидроцилиндры, трубопроводы. 1-я секция отвечает за управление бульдозерным отвалом, а 2-я за управление трелёвочным щитом.

## Органы управления
Педаль подачи топлива, совмещённая с рычагом, два рычага поворота и торможения трактора, педаль выключения сцепления, рычаг включения и реверса лебёдки, рычаг муфты лебёдки, рычаг тормоза лебёдки.

## Рабочие органы
Включают в себя бульдозерную навеску, трелёвочный щит, реверсивную лебёдку на 40 метров троса с чокерами в количестве до 25 штук.

## Военное применение
В марте 2024 года во Всемирной сети появились фотографии трактора ТДТ-55 с установленным 57-мм орудием АЗП-57 в составе российских войск во время вооружённого конфликта в Украине. Машина предположительно используется инженерными соединениями.

## Фотографии

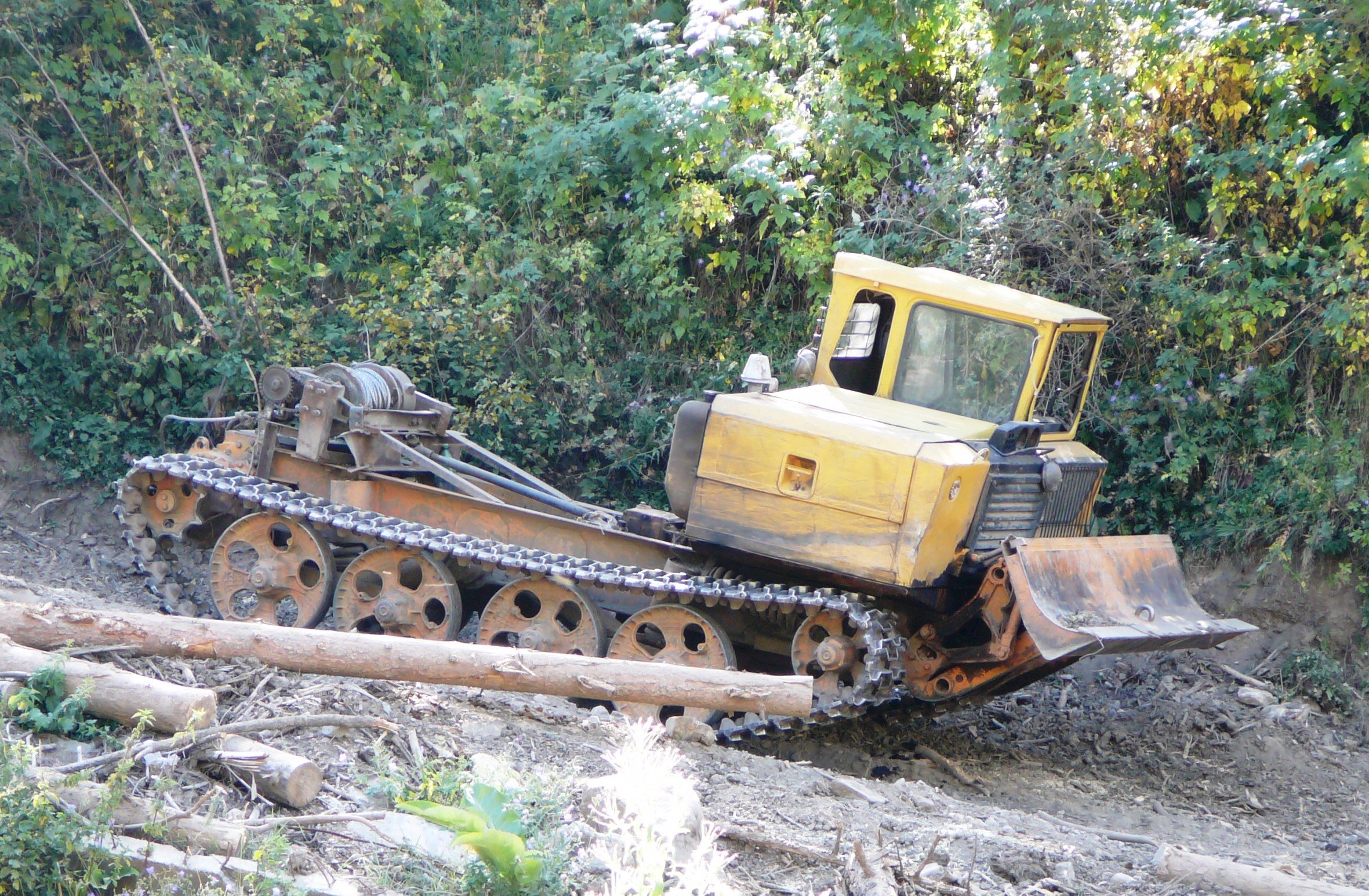
Трелёвочный трактор ТДТ-55А на склоне ущелья Ким-Асар в окрестностях Медео, расчищающий горный склон после урагана. Август 2012 года